# Курков, Николай Акимович
Никола́й Аки́мович Курков (1921—1997) — майор Рабоче-крестьянской Красной Армии, участник Великой Отечественной войны, Герой Советского Союза (1945).

## Биография
Николай Курков родился 22 апреля 1921 года в селе Шехмина Слобода. После окончания семи классов школы и двухгодичных курсов механиков работал трактористом в машинно-тракторной станции. В 1940 году Курков был призван на службу в Рабоче-крестьянскую Красную Армию. С октября 1941 года — на фронтах Великой Отечественной войны. Принимал участие в боях на Южном, Юго-Западном, 1-м Украинском, 2-м и 1-м Белорусских фронтах. В 1943 году Курков окончил курсы младших лейтенантов. В боях был четырежды ранен.
К январю 1945 года старший лейтенант Николай Курков командовал ротой 487-го стрелкового полка 143-й стрелковой дивизии 47-й армии 1-го Белорусского фронта. Отличился во время Висло-Одерской операции. 15 января 1945 года к северу от Варшавы рота Куркова своими действиями способствовала прорыву немецкой обороны батальоном, выходу к Висле и её форсированию всей дивизией в районе города Легионово Мазовецкого воеводства Польши.
Указом Президиума Верховного Совета СССР от 27 февраля 1945 года за «мужество и героизм, проявленные в Висло-Одерской операции» гвардии старший лейтенант Николай Курков был удостоен звания Героя Советского Союза с вручением ордена Ленина и медали «Золотая Звезда» за номером 7475.
После окончания войны в звании майора Курков был уволен в запас. Первоначально работал трактористом в МТС, затем окончил курсы повышения квалификации механиков в Саратове и работал начальником электроцеха в одной из саратовских воинских частей. С 1953 года работал в колхозе «Россия» Рыбновского района, был слесарем, сторожем, истопником. Проживал в селе Высокое Рыбновского района. Умер 22 июля 1997 года.
Был также награждён двумя орденами Отечественной войны 1-й степени, орденами Отечественной войны 2-й степени и Красной Звезды, рядом медалей.

## Награды и звания
- Герой Советского Союза (№ 7475, 27 февраля 1945[3]);
- орден Ленина (27 февраля 1945);
- орден Красной Звезды (27 июля 1944[4]);
- орден Отечественной войны I степени (17 мая 1945[5]);
- орден Отечественной войны I степени (6 апреля 1985[6]);
- орден Отечественной войны II степени (18 октября 1944[7]).